# Pitangueiras (Paraná)
Pitangueiras ist ein brasilianisches Munizip im Bundesstaat Paraná. Es hat 3.046 Einwohner (2022), die sich Pitangueirenser nennen. Seine Fläche beträgt 123 km². Es liegt 655 Meter über dem Meeresspiegel. Die Gemeinde ist Teil der Metropolregion Londrina.

## Etymologie
Der Name stammt vom Rio Pitangueiras, der wiederum nach den in der Gegend weitverbreiteten Pitanga-Sträuchern (deutsch: Surinamkirsche oder Kirschmyrte) benannt ist.

## Geschichte

### Besiedlung
1942 stiftete Antônio Rodrigues Paes einen Alqueire (2,4 ha) seines Landes in Rolândia, damit ein Patrimonium Santo Antônio eingerichtet werden konnte, das von der katholischen Kirche verwaltet wurde. Im folgenden Jahr wurde die Hauptkirche Santo Antonio eingeweiht. Innerhalb des Patrimoniums entwickelte sich eine Siedlung, die zunächst aus einem kleinen Geschäft, einer Bar, einer Apotheke und einem Getreideladen bestand. Der Ort wurde 1954 unter dem Namen Pitangueiras zu einem Distrikt im Munizip Rolândia erhoben.
Der Prozess der politischen Emanzipation wurde von dem örtlichen Pfarrer, Pater Cózimo Damiani, vorangetrieben. Die Eigenmittel der Gemeinde wurden für den Bau der gemeindeeigenen Häuser auf dem gestifteten Land verwendet, was zu einem raschen Bevölkerungswachstum des damaligen Bezirks führte.

### Erhebung zum Munizip
Pitangueiras wurde durch das Staatsgesetz Nr. 9389 vom 28. September 1990 aus Rolândia ausgegliedert und in den Rang eines Munizips erhoben. Es wurde am 1. Januar 1993 als Munizip installiert.

## Geografie

### Fläche und Lage
Pitangueiras liegt auf dem Terceiro Planalto Paranaense (der Dritten oder Guarapuava-Hochebene von Paraná) auf 23° 13′ 51″ südlicher Breite und 51° 35′ 09″ westlicher Länge. Seine Fläche beträgt 123 km². Es liegt auf einer Höhe von 655 Metern.

### Vegetation
Das Biom von Pitangueiras ist Mata Atlântica.

### Klima
In Pitangueiras herrscht warmes, gemäßigtes Klima. Der Ort verzeichnet eine erhebliche Menge an Niederschlägen (1616 mm pro Jahr). Das gilt auch für den trockensten Monat. Die Klimaklassifikation nach Köppen und Geiger lautet Cfa. Im Jahresdurchschnitt liegt die Temperatur bei 21,4 °C. Innerhalb eines Jahres gibt es 1616 mm Niederschlag.

### Gewässer
Pitangueiras liegt im Einzugsbereich des Pirapó. Dessen rechter Nebenfluss Rio Bandeirantes do Norte bildet die gesamte östliche Grenze des Munizips.

### Straßen
Pitangueiras ist über die PR-547 mit der PR-218 verbunden, die Arapongas mit Astorga verbindet.

### Nachbarmunizipien
|         |                                             |          |
| Astorga | Kompassrose, die auf Nachbargemeinden zeigt | Rolândia |
|         | Sabáudia                                    |          |

## Stadtverwaltung
Bürgermeister: Samuel Teixeira, Avante (2021–2024)
Vizebürgermeister: Carlos Alexandre Sgorlon, Avante (2021–2024)

## Demografie

### Bevölkerungsentwicklung
| Jahr | Einwohner | Stadt | Land |
| ---- | --------- | ----- | ---- |
| 2000 | 2.418     | 68 %  | 32 % |
| 2010 | 2.814     | 72 %  | 28 % |
| 2022 | 3.046     |       |      |

Quelle: IBGE (2011) und Volkszählung 2022

### Ethnische Zusammensetzung
| Gruppe * | 1991 | 2000    | 2010    | wer sich als …                                                                   |
| --- | ---- | ------- | ------- | -------------------------------------------------------------------------------- |
| Weiße |      | 65,4 %  | 57,8 %  | weiß bezeichnet                                                                  |
| Schwarze |      | 9,5 %   | 2,5 %   | schwarz bezeichnet                                                               |
| Gelbe |      | 1,4 %   | 0,4 %   | von fernöstlicher Herkunft wie japanisch, chinesisch, koreanisch etc. bezeichnet |
| Braune |      | 23,7 %  | 39,4 %  | braun oder als Mischung aus mehreren Gruppen bezeichnet                          |
| Indigene |      | 0,0 %   | 0,0 %   | Ureinwohner oder Indio bezeichnet                                                |
| ohne Angabe |      | 0,0 %   | 0,0 %   |                                                                                  |
| Gesamt |      | 100,0 % | 100,0 % |                                                                                  |
| *) Anmerkung: Das IBGE verwendet für Volkszählungen ausschließlich diese fünf Gruppen. Es verzichtet bewusst auf Erläuterungen. Die Zugehörigkeit wird vom Einwohner selbst festgelegt. |      |         |         |                                                                                  |

Quelle: IBGE (Stand: 1991, 2000 und 2010)